# PmWiki
O PmWiki é um e software wiki livre, escrito por Patrick R. Michaud com a linguagem de programação PHP.
Obedece os termos da licença GNU General Public License.

## Foco do design
PmWiki foi feito para ser fácil de instalar e customizar como um aplicativo capaz de criar web sites de aparência profissional, por um ou mais autores de conteúdo. O aplicativo tem foco na facilidade de uso para que pessoas com pouca experiência em TI ou wikis, possam fazer uso de suas capacidades. Apesar de não criar obstáculos para se ter uma instalação simples, o software foi desenhado para ser extremamente expansível e customizável.

## Funcionalidades

### Armazenamento
PmWiki usa arquivos de texto para armazenar conteúdo. cada página do wiki é armazenada em seu próprio arquivo no servidor. As páginas são gravadas no formato ASCII e podem ser editadas diretamente pelo administrador. De acordo com o autor, "Para operações simples (ver, editar e revisões), manter a informação em arquivos de texto é claramente mais rápido do que acessá-los em uma base de dados." 

### Templates/Moldes ou skins
O PmWiki oferece um sistema que possibilita a mudança da aparência e funcionalidade do wiki ou website com um alto grau de flexibilidade, tanto para funcionalidade assim como aparência.

### Controle de acesso
O PmWiki permite aos usuários e administradores, estabelecer proteção por senha de suas páginas, tanto por usuário, grupo, página e ambos ao mesmo tempo. Por exemplo, algumas zonas ou grupos podem ser estabelecidos para habilitar o trabalho cooperativo de um certo número de pessoas, como a intranet de uma empresa.
A proteção por senha pode ser aplicada tanto para leitura, assim como para edição, upload de arquivos e também para mudança de senha de uma área restrita. Através do uso de um script customizado é possível integrar proteção por senha com um arquivo .htpasswd.
Existe também a possibilidade de criar autorização por usuário com autenticação por vários outros meios externos, por exemplo, o protocolo LDAP) tem suporte no PmWiki.

### Customização
PmWiki segue uma Filosofia de design , onde os objetivos são a facilidade de instalação, mantenência e também manter funcionalidades não requisitadas ou não importantes, fora da distribuição principal (core). O design do PmWiki encoraja sua customização com vasta gama de extensões, conhecidas como "receitas", que se encontram disponíveis em Livro de receitas do PmWiki. Criar as suas próprias extensões é fácil e todas as funções estão bem documentadas no próprio wiki do PmWiki.

## Pré-requisitos de sistema
Pré-requisitos para rodar o PmWiki:
- PHP 4.1 ou maior
- Qualquer webserver que possa rodar scripts PHP (exemplo: Apache, Microsoft IIS)
- Permissão de escrita para conta do usuário no servidor, dentro do diretório onde se encontra a ávore de diretórios do PmWiki.
- Não restrição de extensão de arquivos no servidor web (Um dos problemas com provedores de hosting gratúitos)

O PmWiki foi rodado nos seguintes pares de sistema operacional/servidor web:
- Apache 1.3 or 2.2, em quase tudo (Unix, Linux, Windows, and Mac OS/X)
- Microsoft Internet Information Server, no Windows
- appWeb (um servidor web pequeno capaz de rodar php) rodado em um dispositivo Linksys NSLU2 Network Storage Link (rodando Unslung 5.5 beta, um derivado do Linux para sistemas embarcados)
- x86 Linux + LiteSpeedWeb Server edição standart
- Existe também uma "receita"  que possibilita o uso do PmWiki sem um servidor web, podendo rodar a partir de um Flash USB stick.

## Autor
O PmWiki foi escrito por Patrick R. Michaud. Patrick tem os direitos sobre o nome "PmWiki".